# Platorchestia pacifica
Platorchestia pacifica is een vlokreeftensoort uit de familie van de Talitridae. De wetenschappelijke naam van de soort is voor het eerst geldig gepubliceerd in 2004 door Miyamoto & Morino.